# Повсякденності. Перші 5000 днів
Повсякденності: Перші 5000 днів (англ. Everydays: the First 5000 Days) — цифрове зображення, створене американським художником Майком Вінкельманом, відомим під творчим псевдонімом Біпл (англ. Beeple). 2021 року твір продали на аукціоні за понад 69 мільйонів доларів США.

## Опис

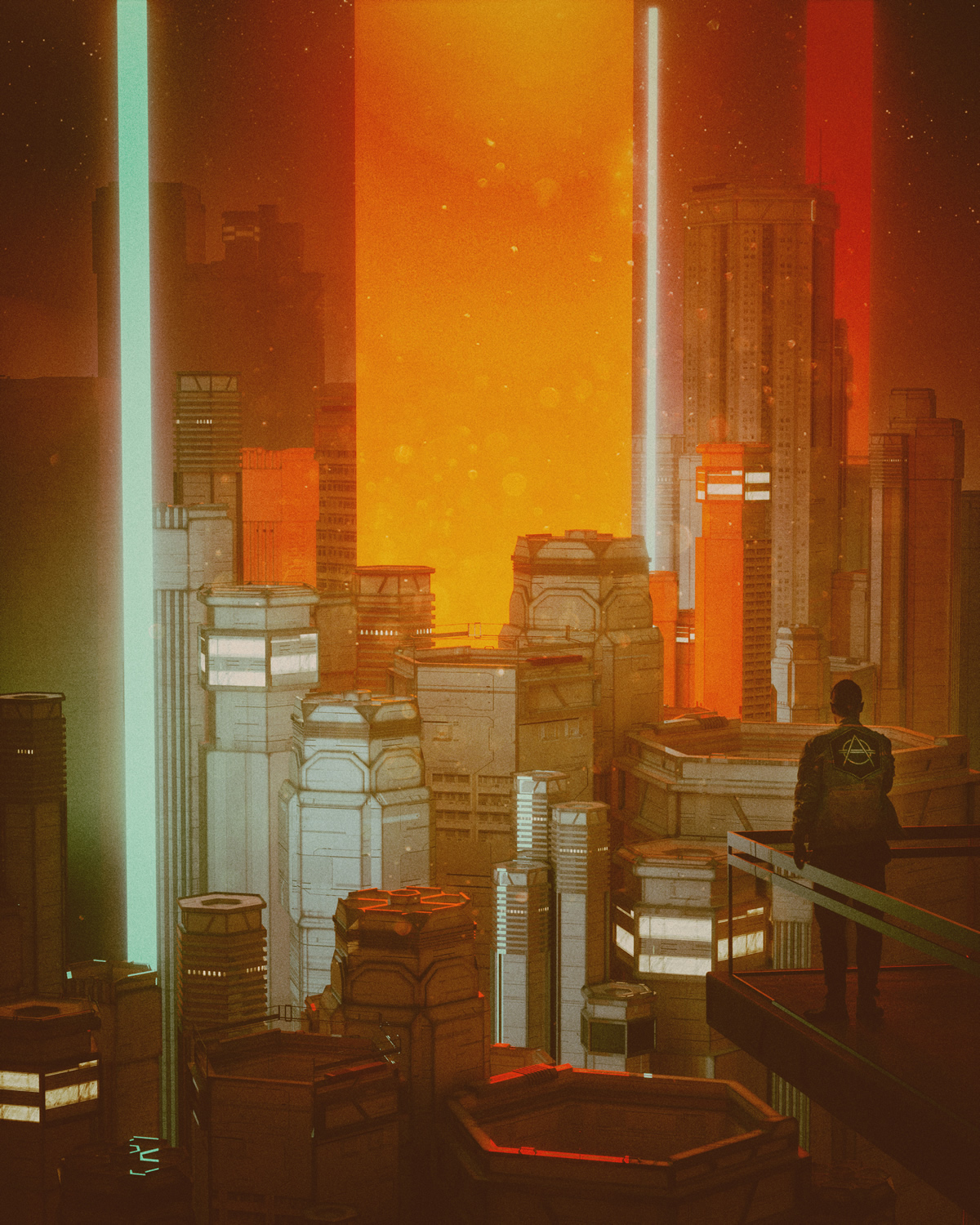
«Повсякденності». Фрагмент від 25 червня 2016

Твір — колаж із серії «Повсякденності», цифрове зображення у форматі JPEG із роздільною здатністю 21 069 на 21 069 пікселів. Картина складається з п'яти тисяч фрагментів, які Біпл щодня виставляв в Інтернеті від 2007 року.
2021 року картину представили на аукціоні як твір NFT, унікальний запис у блокчейні з підтвердженим правом володіння.

## Продаж
На аукціоні Christie's, де виставили картину, дозволялось платити лише у криптовалюті етер. Торги, що розпочали зі 100 доларів, тривали  два тижні. Оскільки в останні кілька секунд зробили багато ставок, організатори продовжили торги. Зрештою, 11 березня 2021 року лот придбав Метакован, інвестор фонду NFT, заплативши 42 329 453 етерів або 69 346 250 доларів США.
Автор «Повсякденності» став одним із трьох найдорожчих художників сучасності після Джеффа Кунса й Девіда Гокні.

## Ілюстрації

Фрагменти «Повсякденностей»
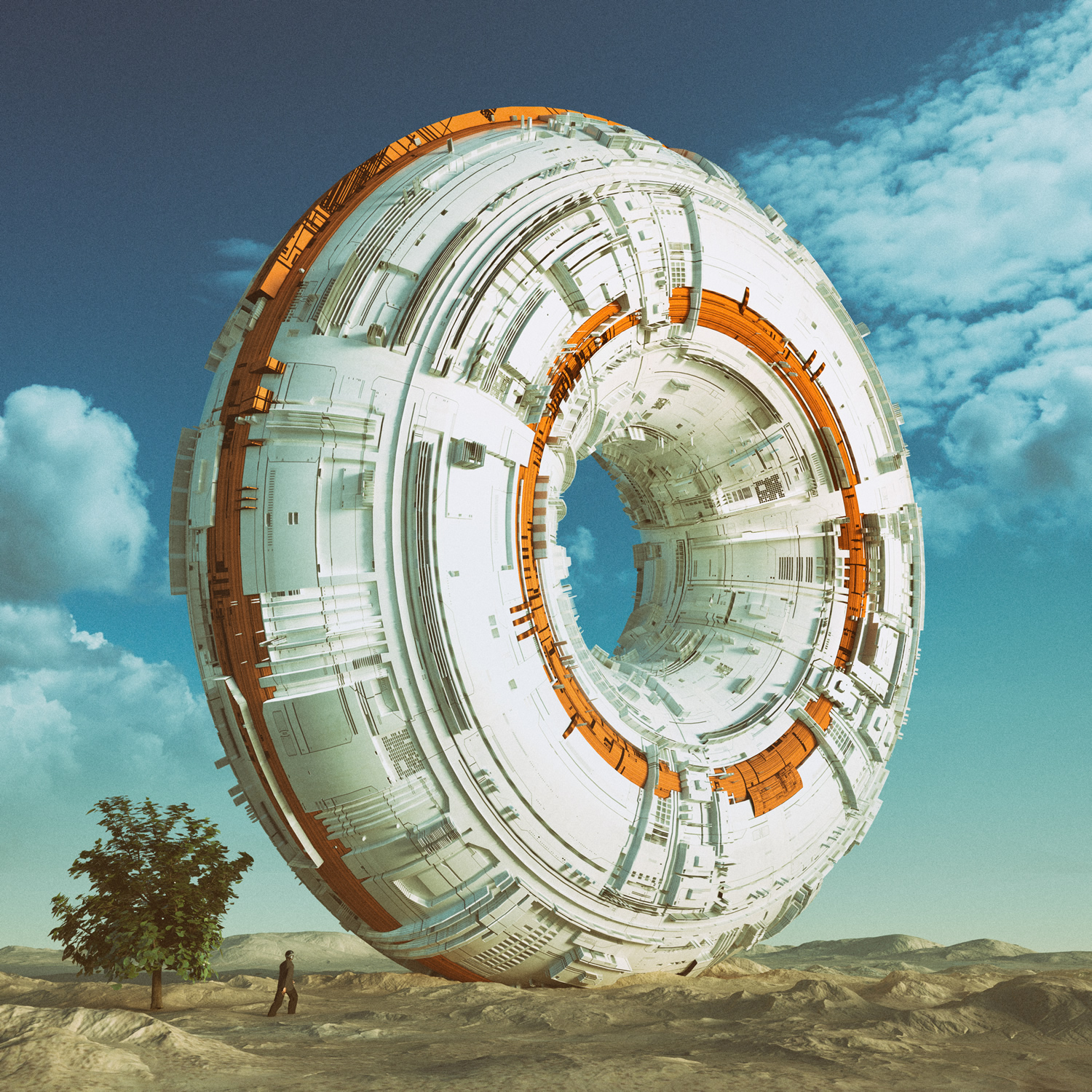
19 липня 2016
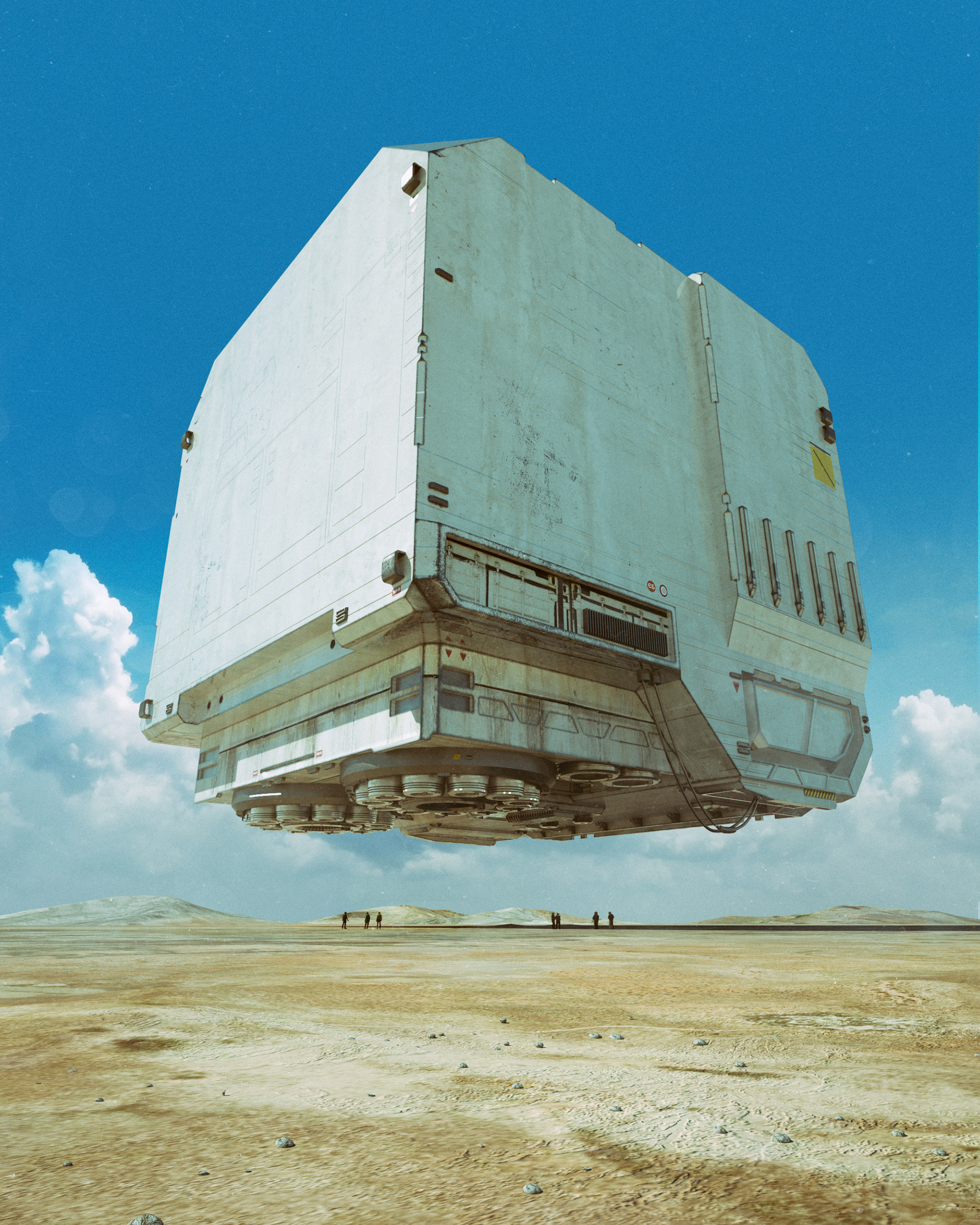
1 липня 2015
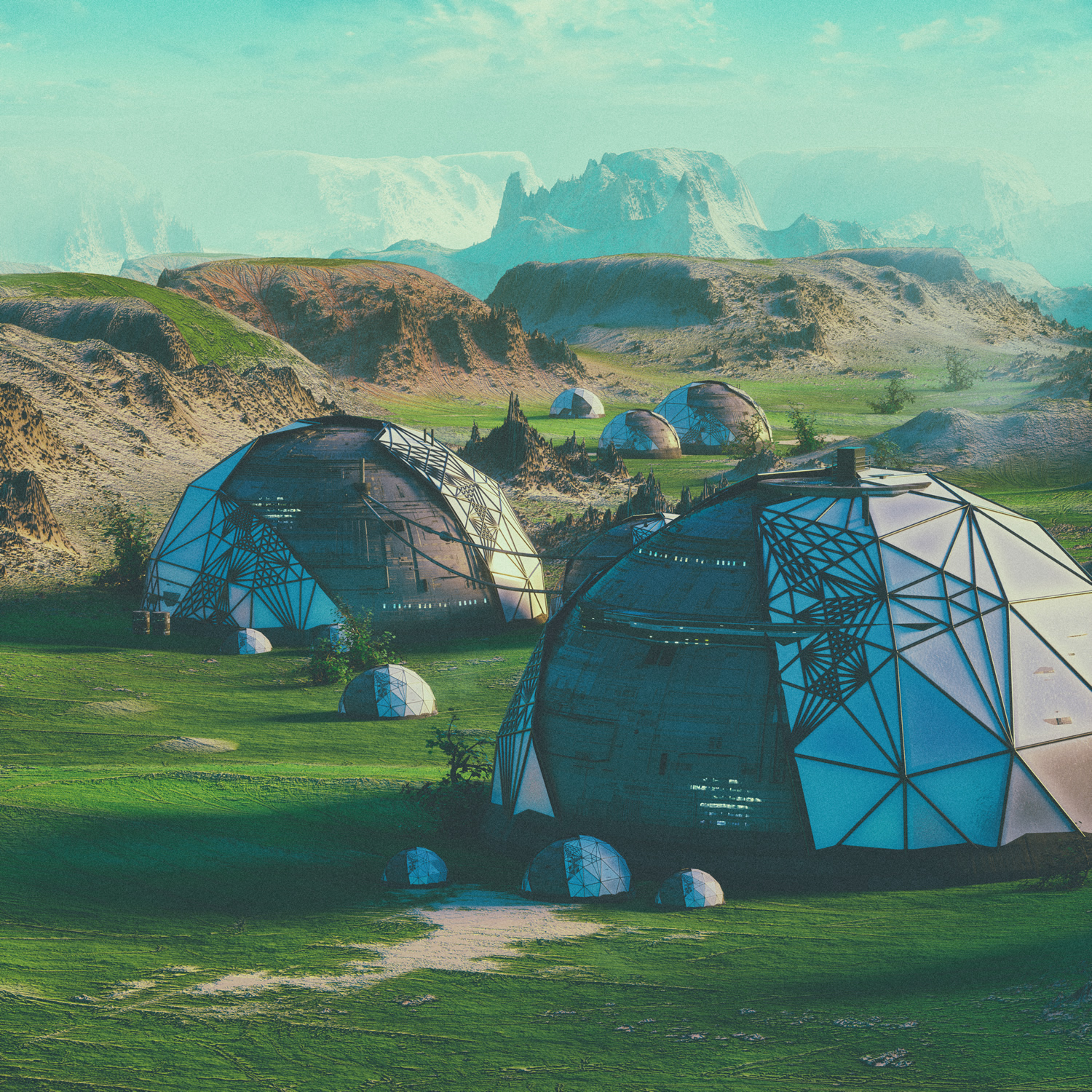
26 квітня 2016
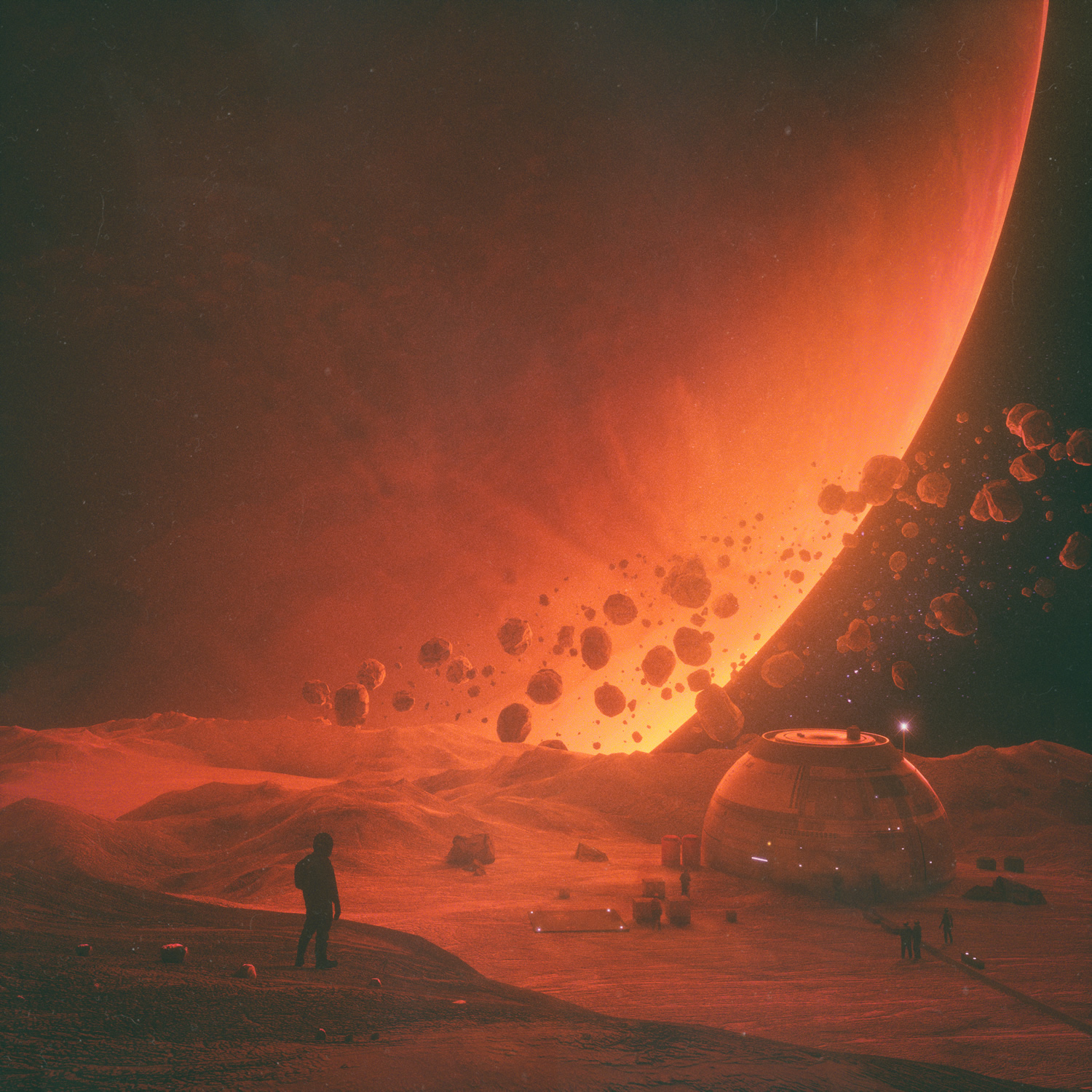
12 грудня 2015